# 高鐵快捷公車

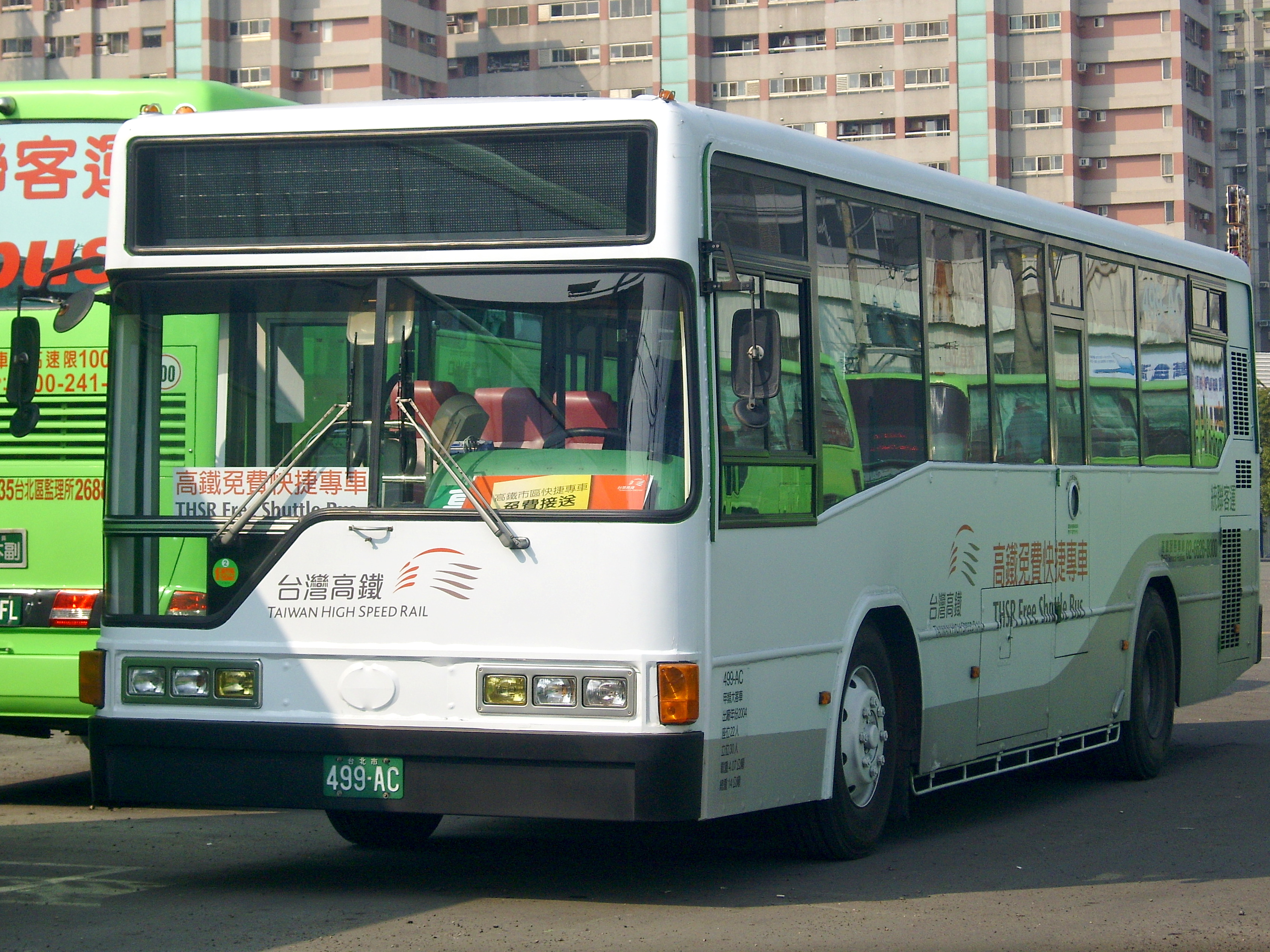
統聯客運的高鐵快捷接駁車（一般車）

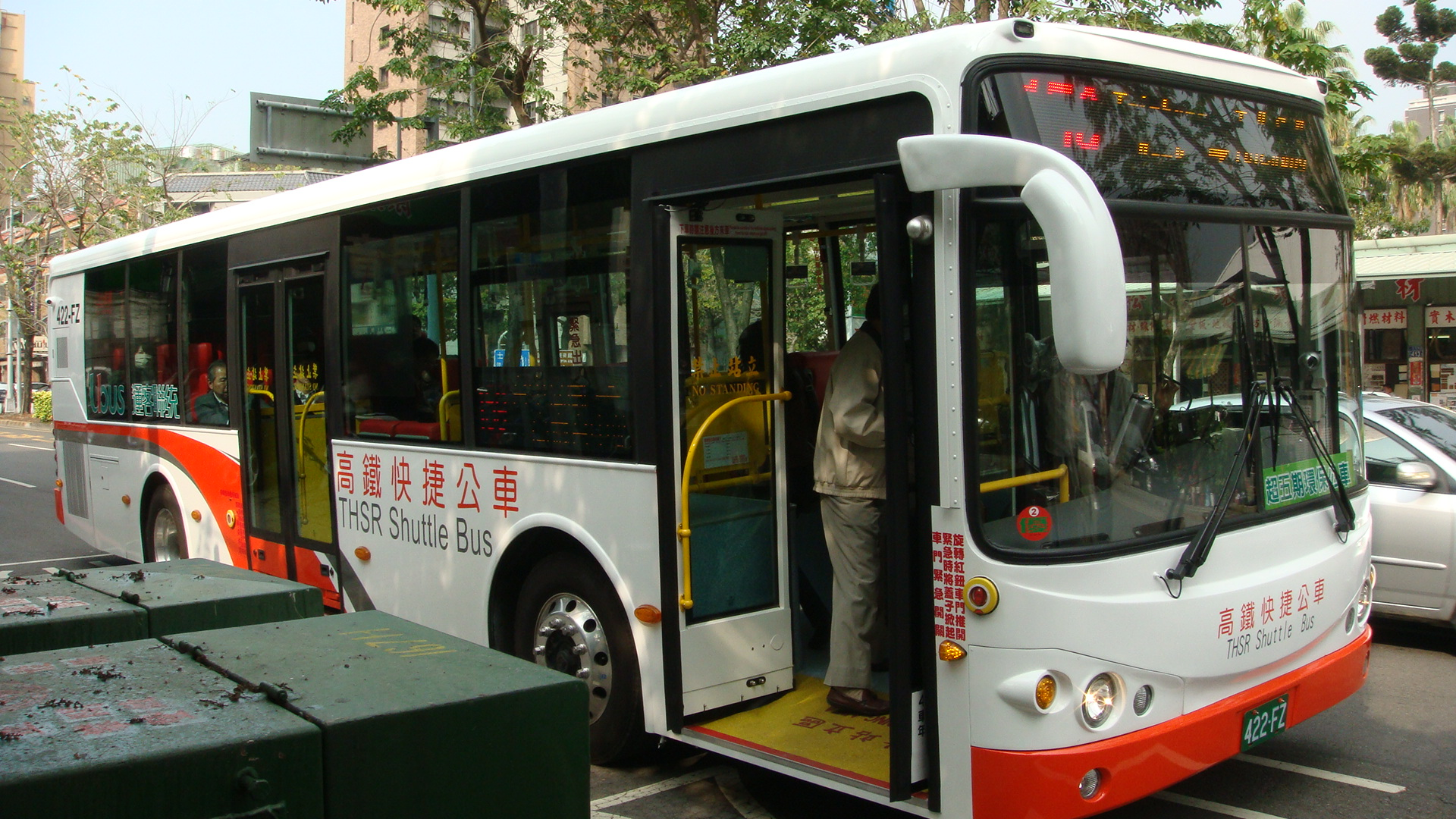
統聯客運的高鐵快捷接駁車（低地板）

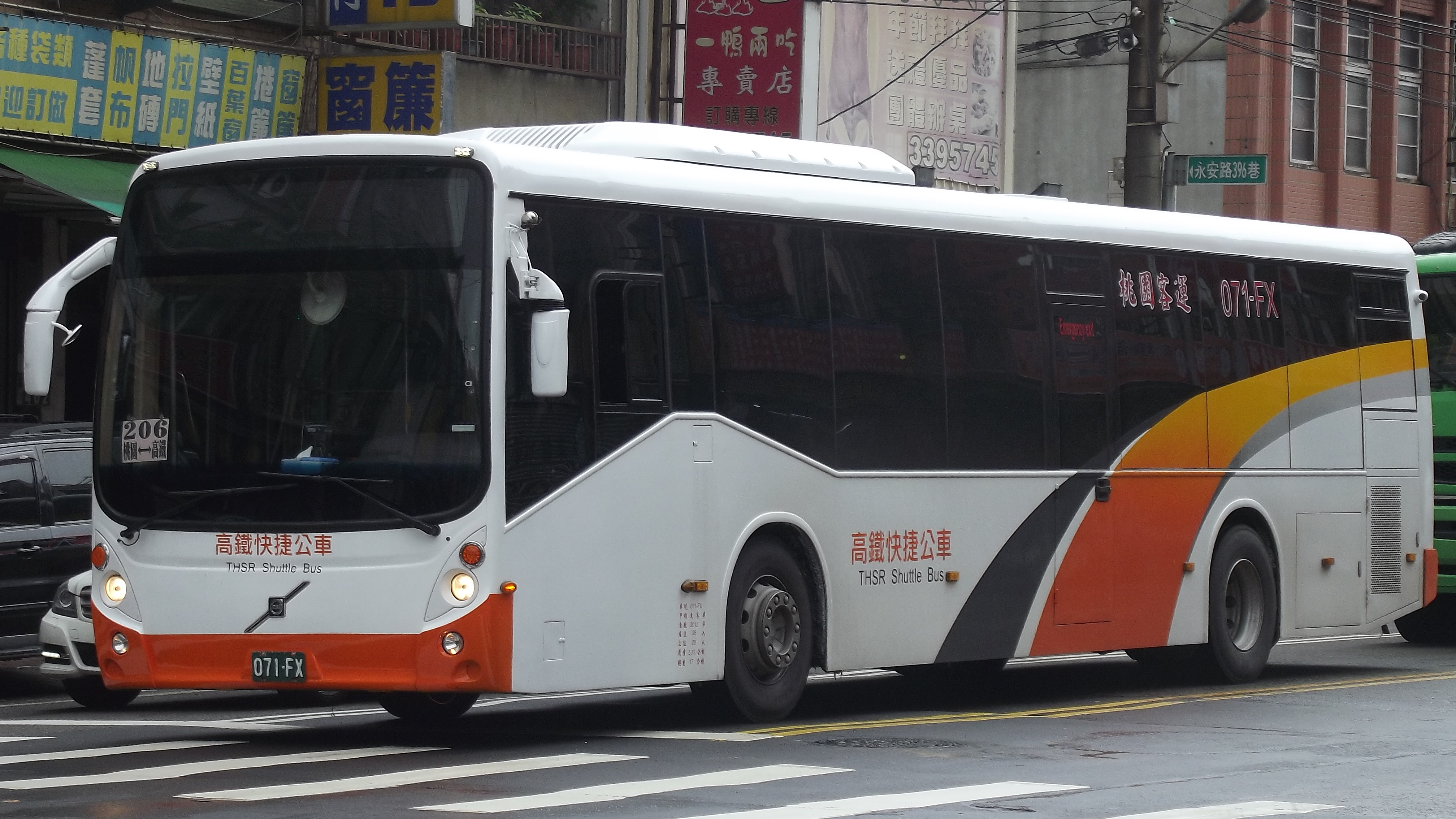
桃園客運的高鐵快捷接駁車

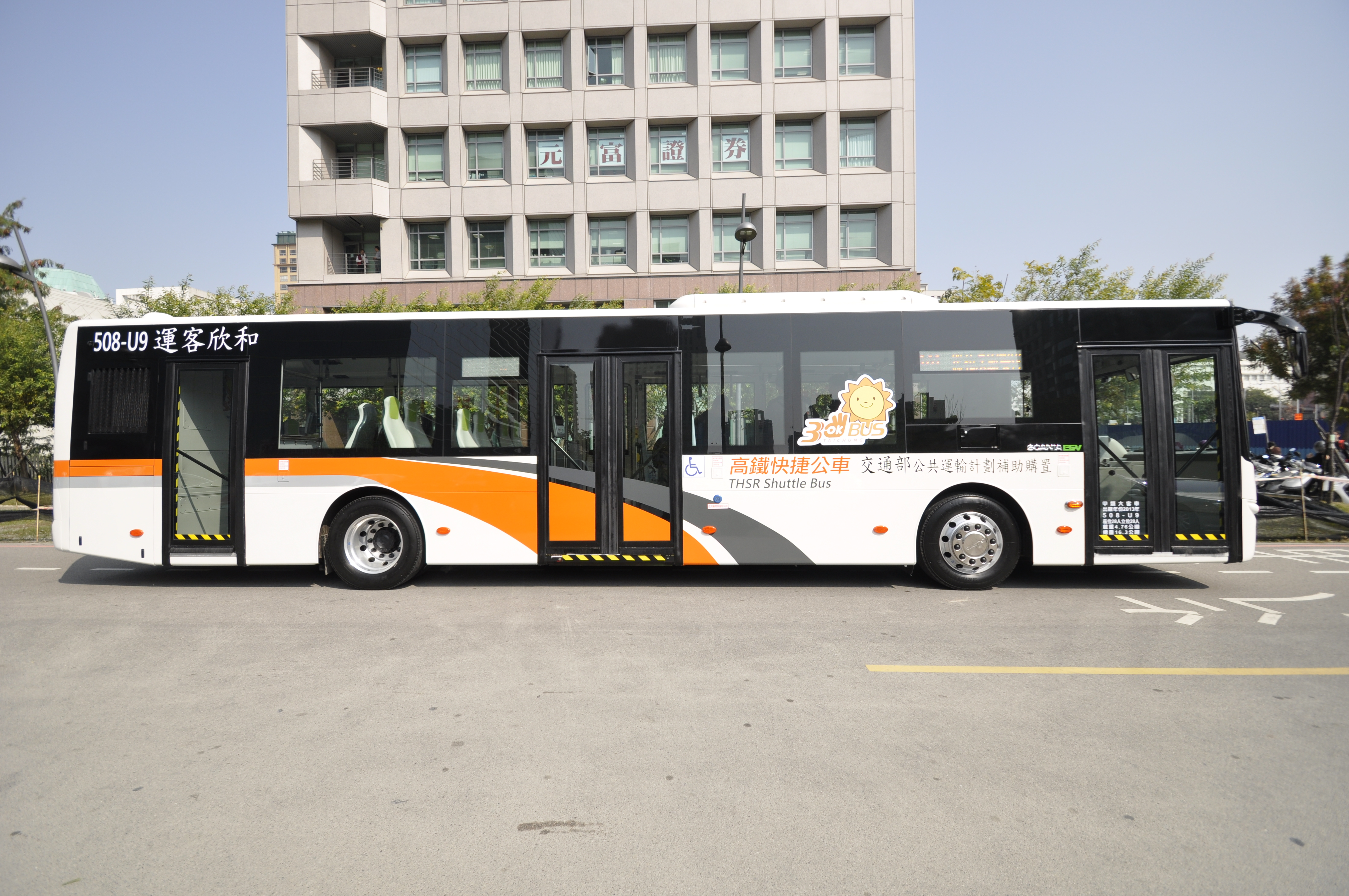
和欣客運的高鐵快捷接駁車（三門低地板）

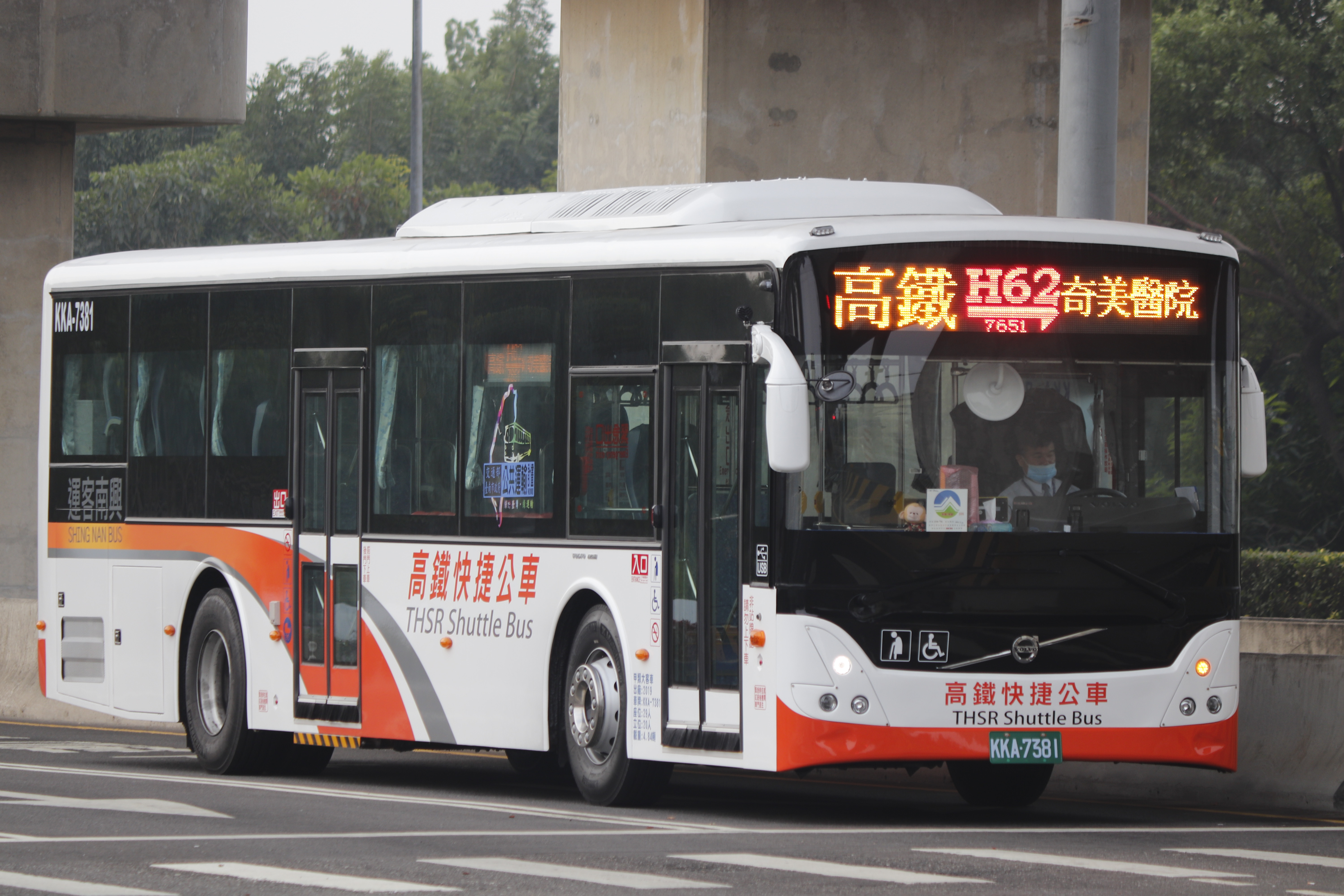
興南客運的高鐵快捷接駁車（低地板）

高鐵快捷公車（英語：THSR Shuttle Bus），前身為高鐵免費快捷專車（英語：THSR Free Shuttle Bus，簡稱高鐵快捷專車），最初是台灣高速鐵路公司於2007年11月15日開始經營之公車路線，皆以台灣高鐵各車站為起訖點，免費接駁往來市區乘客；由於獲得好評，屢次延長免費服務至2009年3月31日。其後交由交通部公路總局甄選客運業者、回歸正常經營模式，並改為現名。

## 概要
為提供旅客更便捷的接駁服務，台灣高鐵公司2007年11月15日提供「高鐵免費快捷專車」服務，以免費轉乘方式爭取客源，於台中站及左營站各推2線免費接駁車吸引乘客，期間2個月。由於廣受好評，除原有路線持續行駛外，2008年1月25日追加桃園、新竹、嘉義與台南等站之新線至年底，提供高鐵旅客更便利的到站、離站接駁服務。
台灣高鐵公司不處理車輛調度、維修，而是編列預算委由地方客運業者行駛，一年支出約新臺幣2億元；同時，有部分收費之原有接駁路線配合停駛。專車只停主要站牌，力求將旅客迅速接駁進入市區、且僅服務往來高鐵站乘客。往高鐵站方向，於高鐵站前之各站均可上客，但僅可於高鐵站下車；往市區方向，沿途各站均可下車，但不可上客。班距部分約15~20分鐘一班。車輛則一律為白色外體，方便旅客辨識。
2009年4月1日台灣高鐵公司與客運業者合作推出「高鐵快捷公車」，宣布微調現行路線，維持免費搭乘，並增加5條路線營運。其中桃園站新增由中壢客運行駛之中壢線，新竹線由國光客運取代科技之星交通行駛，台中線則由統聯客運行駛。嘉義站之BRT則改為高鐵站上下車之旅客免費搭乘，非高鐵站上下車之旅客則依里程收取不等之票價。台南站除原台南公園線路線更改外，新增台南市政府線及奇美醫院線。車輛塗裝更改為白底橘條紋之台灣高鐵公司企業識別色，方便旅客辨識。
2011年12月1日起，全部路線自高鐵車站上車，需持有當日到站車票才有免費優惠。
2012年台灣高鐵公司宣布，基於階段性行銷考量，自3月1日起停止全航客運的「台中站大里兒童藝術館線」，5月31日起停止國光客運的「新竹站東門市場線」。2017年，和欣客運終止行銷合約，故原本的「僑光科大線」與「中科管理局線」於9月1日起停止聯合行銷。台灣高鐵公司於2014年度仍持續提供高鐵快捷公車免費搭乘優惠。
2013年12月25日，台灣高鐵公司宣布，持續提供2014年度5個車站共9條接駁路線免費轉乘服務。

## 歷史
- 2007年11月15日：行駛高鐵台中站－科博館、高鐵台中站－朝馬－中科、高鐵左營站－三多商圈－市政大樓、高鐵左營站－科工館－高應大等線。
- 2008年1月16日：高鐵台中站－科博館線改為高鐵台中站－SOGO－中國醫藥大學、高鐵台中站—朝馬—中科線改為高鐵台中站－朝馬－東海大學。並調整站位、增加停靠站；高鐵左營站延長服務時間。
- 2008年1月25日：增闢高鐵桃園站－桃客總站、高鐵新竹站－東門圓環、高鐵台南站－台南公園；嘉義站則與嘉義BRT（公車捷運）合作，4月底前往來高鐵站之區間免費。
- 2008年4月17日：因應高雄捷運通車，左營兩線即日廢止。
- 2008年4月30日：嘉義線免費時間延長。
- 2008年5月31日：嘉義線回歸BRT票價。
- 2009年4月1日：微調原高鐵快捷路線，桃園、台中、台南三站增闢新線。
- 2011年1月3日：高鐵台南站－台南公園、高鐵台南站－南科路線因臺鐵沙線正式通車，即日停駛。
- 2011年2月11日：將現有高鐵快捷公車優惠方式做控管，乘客必須持有當日高鐵車票方能享有免費搭乘之優惠。未持高鐵車票者，無論起訖站是否為高鐵車站，一律按公路客運里程計費方式付費搭乘。
- 2011年3月5日：闢駛高鐵台南站－臺南市政府之接駁路線（由興南客運行駛）。
- 2011年6月1日：闢駛高鐵台中站－兒童藝術館之接駁路線（由全航客運行駛）。
- 2012年3月1日：高鐵台中站－兒童藝術館之接駁路線停駛。
- 2012年5月31日：高鐵新竹站－東門市場線之接駁路線停駛。
- 2015年12月1日：高鐵快捷公車新增雲林站、彰化站、苗栗站3線。
- 2017年9月1日：高鐵台中站－僑光科大、高鐵台中站－朝馬－中科之接駁路線停駛。
- 2021年9月1日：高鐵台南站－永華市政中心、高鐵台南站－奇美醫院路線開放市區短程付費搭乘。
- 2022年7月1日：高鐵台中站－台中公園路線聯合行銷契約結束，回歸統聯客運自行經營，高鐵台中站已無高鐵快捷公車路線。
- 2023年7月1日：高鐵桃園站－中壢總站路線，高鐵台南站－奇美醫院路線聯合行銷契約到期，各自回歸中壢客運及興南客運自行經營。
- 2023年8月15日：高鐵台南站－台南市政府路線，因興南客運營運許可證到期不續營，由漢程客運接駛繼續營運。
- 2024年1月1日：高鐵雲林站－雲林科技大學路線，因雲林客運放棄經營權，雲林縣政府協調由統聯客運代駛繼續營運。

## 路線
| 車站         | 路線                                                            | 經營業者     |
| ------------ | --------------------------------------------------------------- | ------------ |
| 桃園         | 206：高鐵桃園站－桃園總站                                       | 桃園客運     |
| 新竹         | 5900：高鐵新竹站－竹北車站                                      | 科技之星交通 |
| 苗栗         | 101：竹南科學園區－高鐵苗栗站－雪霸國家公園管理處               | 金牌客運     |
| 彰化         | 7：員林轉運站－高鐵彰化站－田中車站                             | 彰化客運     |
| 雲林         | 201：高鐵雲林站－斗六車站－國立雲林科技大學                     | 統聯客運     |
| 嘉義 （BRT） | 7211：嘉義公園－嘉義車站－高鐵嘉義站－朴子轉運站                | 嘉義客運     |
| 嘉義 （BRT） | 7212：宏仁女中－嘉義車站－高鐵嘉義站－故宮南院                  | 嘉義客運     |
| 嘉義 （BRT） | 7212A：嘉義公園－嘉義車站－高鐵嘉義站                           | 嘉義客運     |
| 台南         | H31：永華市政中心（府前路）－延平郡王祠－奇美博物館－高鐵台南站 | 漢程客運     |

## 外部連結
- 台灣高鐵官方網站首頁 （页面存档备份，存于）（繁體中文）
- 台灣高鐵-轉乘服務資訊 （页面存档备份，存于）（繁體中文）